# コージー本舗
株式会社コージー本舗（コージーほんぽ）は、1927年（昭和2年）創業の化粧品・つけまつげ、アイラッシュカーラーなどの化粧雑貨品を取り扱う日本の製造・販売メーカーである。

## 概要・歴史
1927年(昭和2年）に小林幸司が台東区松が谷で、頭飾品の製造をおこない、創業した。
1946年(昭和21年)に小林コージー化粧料本舗と社名変更。セットローション、ポマード、まゆ墨などの販売を行う。その後、1947年（昭和22年）浅草の踊り子たちが手作りで作っていた「つけまつげ」からヒントをえて、日本ではじめての「つけまつげ」を製造し、販売する。当初、つけまつげは人毛で作られており、ひとつひとつ手作りで製造していたため、大量生産はむずかしい商品であった。2015年現在も、つけまつげは基本的に手作りであるが、素材はナイロン等の化学繊維が主流となっている。
また、ペンシル型のまゆ墨についても日本ではじめて商品化し、販売した。
1960年（昭和35年）に現在の株式会社コージー本舗に商号を変更。
代表取締役に小林幸司が就任。韓国に現地法人を設立した。
その後、つけまつげ以外の化粧品、化粧雑貨品、キャラクターグッズの開発に力を入れ、1976年（昭和51年）にはイラストレーター原田治と専属契約を結び、「OSAMU GOODS」の商品を製造販売した。
1979年（昭和54年）化粧品製造認可を取得し、本格的に化粧品の製造・販売を開始する。
1980年（昭和55年）主力商品である二重まぶた化粧品「アイトーク」を発売。
1983年（昭和58年）代表取締役　小林義和就任。
1986年（昭和61年）には、新たな事業の柱として、当時アメリカでブームになりつつあった爪みがきや、爪やすりなどのネイルケア商品の開発を行い、「フルセッシュシリーズ」を発売。その後、1997年（平成9年）に発売したプロ仕様のネイルケアブランド「ネイリストシリーズ」は、コージー本舗が商標「Nailist」を所有している。商標申請当時は、まだ現在のように「ネイリスト」と呼ばれる専門職業は認知されておらず、ネイルサロンすらまだ日本にはあまり存在していない状況だった。
1988年（昭和63年）「OSAMU GOOD」などの商標を使用した版権事業等を開始。
2006年（平成18年）メイクアップアーティストのTAKAKOとコラボし、「TAKAKOスタイルアイラッシュ」を発売。
2009年（平成21年）代表取締役　小林義典就任。
益若つばさのプロデュースによる「ドーリーウインクシリーズ」を発売。とくにアイラッシュは1000万個を突破するなど、ティーン層を中心に人気を得ている。
2013年（平成25年）には、AAAの伊藤千晃プロデュースによる「チャーミングキス」・モデル平野由実をイメージキャラクターに
使用した「ラッシュコンシェルジュ」を発売。。
2015年（平成27年）新体制発足に伴い、社名ロゴを変更。
2016年（平成28年）AAA伊藤千晃プロデュース・ヘア＆メイクアップアーティストイガリシノブ監修のブランド「ＣーＴＩＶＥ」、イラストレーターShibaとコラボレーションブランド「アンジェリテユー」を発売。
2019年（平成31年）約380年にわたり奈良筆の伝統を受け継ぐ、筆専門メーカーあかしやとコラボしたリキッドアイライナー「キワミフデ」を発売。イメージキャラクターに書家/アーティストの岡西佑奈さんを起用。
2021年（令和3年）　株式会社ツインプラネットとの協業プロジェクトによる、AKB48およびHKT48、STU48の元メンバー　指原莉乃プロデュース
「Ririmew（リリミュウ）」を発売。

## 主なブランド
- アイラッシュ　MERROWシリーズ
- EYETALK（アイトーク）
- FULLSESH（フルセッシュ）
- Nailist（ネイリスト）
- MONI（モニ）
- Maggie　May（マギーメイ）
- SPRING HEART（スプリングハート）
- Linequeen（ラインクイーン）
- DollyWink（ドーリーウインク）
- Lash Specialist（ラッシュスペシャリスト）
- Lash Concierge（ラッシュコンシェルジュ）
- CharmingKiss（チャーミングキス）
- Dream　Magic（ドリームマジック）
- es　make⁺ (エスメイクプラス）
- C-TIVE　(シーティブ）
- AngeliteU (アンジェリテユー）
- Coverfactory（カバーファクトリー）
- KIWAMIFUDE（キワミフデ）
- Ririmew（リリミュウ）